# Prachtmotten
De prachtmotten (Cosmopterigidae) zijn een familie van kleine vlinders in de superfamilie Gelechioidea. De larven van bijna alle soorten zijn bladmineerders. Wereldwijd komen zo'n 1800 soorten voor, waarvan in Nederland en België 14 soorten bekend zijn of waren:
- Anatrachyntis badia (Hodges, 1962) - (Allesvretend prachtmotje)
- Cosmopterix lienigiella Zeller, 1846 - (Gele rietprachtmot)
- Cosmopterix orichalcea Stainton, 1861 - (Grassenprachtmot)
- Cosmopterix pulchrimella Chambers, 1875 - (Glaskruidprachtmot)
- Cosmopterix scribaiella Zeller, 1850 - (Zwarte rietprachtmot)
- Cosmopterix zieglerella (Hübner, 1810) - (Hopprachtmot)
- Labdia semicoccinea (Stainton, 1859)
- Limnaecia phragmitella Stainton, 1851 - (Lisdoddeveertje)
- Pancalia leuwenhoekella (Linnaeus, 1761) - (Kleine viooltjesmot)
- Pancalia nodosella (Bruand, 1851) - (Duinviooltjesmot)
- Pancalia schwarzella (Fabricius, 1798) - (Hondsviooltjesmot)
- Pyroderces klimeschi (Rebel, 1938) - (Klimesch' prachtmotje)
- Sorhagenia janiszewskae Riedl, 1962 - (Wegedoorntwijgmot)
- Sorhagenia rhamniella (Zeller, 1839) - (Wegedoornknopmot)

Het zwaartepunt van de verspreiding ligt in de tropen.

## Onderfamilies en geslachten
- Antequerinae Hodges, 1978
  - Antequera Clarke, 1941
  - Alloclita Staudinger, 1859
  - Chalcocolona Meyrick, 1921
  - Cnemidolophus Walsingham, 1881
  - Euclemensia Grote, 1878
  - Gibeauxiella Koster & Sinev, 2003
  - Limnaecia Stainton, 1851
  - Macrobathra Meyrick, 1883
  - Meleonoma Meyrick, 1914
  - Pancalia Stephens, 1829
  - Phosphaticola Viette, 1951
- Chrysopeleinae Mosher, 1916
  - Afeda Hodges, 1978
  - Ascalenia Wocke in Heinemann & Wocke, 1876
  - Bifascia Amsel, 1961
  - Bifascioides Kasy, 1968
  - Calanesia Sinev, 1990
  - Calycobathra Meyrick, 1891
  - Chrysopeleia Chambers, 1874
  - Eumenodora Meyrick, 1906
  - Gisilia Kasy, 1968
  - Ithome Chambers, 1875
  - Leptozestis Meyrick, 1924
  - Melanozestis Meyrick, 1930
  - Nepotula Hodges, 1964
  - Obithome Hodges, 1964
  - Orthromicta Meyrick, 1897
  - Perimede Chambers, 1874
  - Periploca Braun, 1919
  - Pristen Hodges, 1978
  - Prochola Meyrick, 1915
  - Siskiwitia Hodges, 1969
  - Sorhagenia Spuler, 1910
  - Stilbosis Clemens, 1860
  - Synploca Hodges, 1964
  - Trachydora Meyrick, 1897
  - Walshia Clemens, 1864
- Cosmopteriginae Heinemann & Wocke, 1876
  - Acanthophlebia Clarke, 1986
  - Anatrachyntis Meyrick, 1915
  - Anoncia Clarke, 1941
  - Asymphorodes Meyrick, 1929
  - Axiarcha Meyrick, 1921
  - Coccidiphila Danilevski, 1950
  - Cosmopterix Hübner, 1825
  - Diatonica Meyrick, 1921
  - Dorodoca Meyrick, 1915
  - Echinoscelis Meyrick, 1886
  - Eralea Hodges, 1962
  - Eteobalea Hodges, 1962
  - Falcatariella Viette, 1949
  - Glaphyristis Meyrick, 1897
  - Herlinda Clarke, 1986
  - Heureta Turner, 1932
  - Hodgesiella Riedl, 1965
  - Hyposmocoma Butler, 1881
  - Iressa Clarke, 1971
  - Ischnobathra Meyrick, 1937
  - Isidiella Riedl, 1965
  - Isorrhoa Meyrick, 1913
  - Labdia Walker, 1864
  - Melanocinclis Hodges, 1962
  - Mimodoxa Lower, 1901
  - Morphotica Meyrick, 1915
  - Mothonodes Meyrick, 1922
  - Otonoma Meyrick, 1897
  - Paratheta Lower, 1899
  - Parathystas Meyrick, 1913
  - Pebops Hodges, 1978
  - Pechyptila Meyrick, 1921
  - Persicoptila Meyrick, 1886
  - Phaneroctena Turner, 1923
  - Pseudascalenia Kasy, 1968
  - Pycnagorastis Meyrick, 1937
  - Pyroderces Herrich-Schäffer, 1853
  - Ramphis Riedl, 1969
  - Semolina Clarke, 1971
  - Stagmatophora Herrich-Schäffer, 1853
  - Tanygona Braun, 1923
  - Teladoma Busck, 1932
  - Tetraconta Turner, 1932
  - Tolliella Riedl, 1969
  - Triclonella Busck, 1901
  - Trissodoris Meyrick, 1914
  - Urangela Busck, 1912
  - Xestocasis Meyrick, 1914
  - Vulcaniella Riedl, 1965
- Scaeosophinae Meyrick, 1922
  - Allotalanta Meyrick, 1913
  - Hyalochna Meyrick, 1918
  - Scaeosopha Meyrick, 1914
  - Streptothyris Meyrick, 1918
- niet in een onderfamilie geplaatste, grotendeels monotypische geslachten:
  - Acleracra Diakonoff, 1954
  - Adeana Clarke, 1986
  - Aeronectris Meyrick, 1917
  - Aganoptila Meyrick, 1915
  - Ambonostola Meyrick, 1935
  - Aphanosara Forbes, 1931
  - Apothetodes Meyrick, 1919
  - Archisopha Meyrick, 1918
  - Ashibusa Matsumura, 1931
  - Balionebris Meyrick, 1935
  - Cosmiosophista Diakonoff, 1954
  - Crobylophanes Meyrick, 1938
  - Cyphothyris Meyrick, 1914
  - Diversivalva Sinev, 1991
  - Dromiaulis Meyrick, 1916
  - Dynatophysis Diakonoff, 1954
  - Ecballogonia Walsingham, 1912
  - Endograptis Meyrick, 1927
  - Haplophylax Meyrick, 1932
  - Harpograptis Meyrick, 1925
  - Hedroxena Meyrick, 1924
  - Helicacma Meyrick, 1914
  - Heterotactis Meyrick, 1928
  - Homosaces Meyrick, 1894
  - Idiostyla Meyrick, 1921
  - Ischnangela Meyrick, 1933
  - Isostreptis Meyrick, 1934
  - Melanesthes Diakonoff, 1954
  - Meneptila Meyrick, 1915
  - Metagrypa Meyrick, 1933
  - Microzestis Meyrick, 1929
  - Minivalva Sinev, 1989
  - Neachandella Diakonoff, 1954
  - Passalotis Meyrick, 1932
  - Phepsalostoma Meyrick, 1936
  - Proterocosma Meyrick, 1886
  - Protogrypa Meyrick, 1914
  - Protorhiza Diakonoff, 1968
  - Pyretaulax Meyrick, 1921
  - Ressia Sinev, 1988
  - Schendylotis Meyrick, 1910
  - Sematoptis Meyrick, 1931
  - Sindicola Amsel, 1968
  - Spiroterma Meyrick, 1915
  - Stromatitica Meyrick, 1931
  - Strophalingias Meyrick, 1931
  - Syntomaula Meyrick, 1914
  - Thectophila Meyrick, 1927
  - Ulochora Meyrick, 1920
  - Zanclarches Meyrick, 1921